# Scopula elegantula
Scopula elegantula là một loài bướm đêm trong họ Geometridae.